# История на административно-териториалното деление на Сърбия
Административно-териториалното деление на Княжество Сърбия до обявяването на независимостта на страната на Берлинския конгрес се формира в рамките на традиционното такова в еялета на Османската империя.
Първото такова постепенно се реализира веднага след формирането на Княжество Сърбия през 1815 г. и в рамките на автономията.
Княжество Сърбия реализира първата си административно-териториална подялба през 1819 г. и се поделя на 12 нахии, 45 обор-княжества, 1.396 села и вароши, 53.137 домакинства (къщи), 60.468 оженени лица и 119.854 моми и ергени.

## Нахии в Княжество Сърбия в периода 1819 – 1833 г.
| нахии           | обор-княжества | села |
| --------------- | -------------- | ---- |
| 1. Шабачка      | 4              | 104  |
| 2. Валевска     | 3              | 189  |
| 3. Соколска     | 2              | 46   |
| 4. Ужичка       | 2              | 120  |
| 5. Пожешка      | 8              | 105  |
| 6. Рудничка     | 5              | 111  |
| 7. Крагуевачка  | 3              | 168  |
| 8. Ягодинска    | 2              | 145  |
| 9. Чуприйска    | 2              | 72   |
| 10. Пожаревачка | 7              | 194  |
| 11. Смедеравска | 2              | 125  |
| 12. Белградска  | 5              | 125  |

## Териториално-административна подялба на Княжество Сърбия в периода от 1834 до 1836 години
От 1834 г. територията на автономното Княжество Сърбия е поделена на 5 сердарстава и 19 окръжия, с цел формалното скъсване с административно-териториалното деление в Османската империя. По силата на Акерманската конвенция към Княжество Сърбия са присъединени още 6 османски нахии:
1. Крайна;
2. Църна Река;
3. Парачин;
4. Крушевац;
5. Стари Влах;
6. Ядар и Рачевина.

Петте сердарства са:
1. Рашко със седалище Чачак;
2. Расинско със седалище Ягодина;
3. Подунавско със седалище Белград;
4. Мачванско със седалище Шабац и
5. Тимошко със седалище Неготин [1]

## Административно-териториално деление на Княжество Сърбия в периода от 1836 до 1878 години
През 1836 г. новата Скупщина приема поделянето на страната на 17 окръга:
1. Алексиначки окръг
2. Белградски окръг
3. Валевски окръг
4. Ягодински окръг
5. Княжевачки окръг
6. Крагуевски окръг
7. Краенски окръг
8. Крушевачки окръг
9. Подрински окръг
10. Пожаревачки окръг
11. Руднички окръг
12. Смедеревски окръг
13. Чуприйски окръг
14. Ужички окръг
15. Църноречки окръг
16. Чачански окръг
17. Шабачки окръг

## Административно-териториално деление на Княжество и Кралство Сърбия в периода от 1878 до 1890 години
След Берлинския конгрес, Княжество Сърбия има ново административно-териториално деление.

## Административно-териториално деление на Кралство Сърбия в периода от 1890 до 1913 години
През 1890 г. Кралство Сърбия е поделена на 15 окръга:
1. Валевски
2. Врански
3. Крагуевски
4. Краенски
5. Крушевачки
6. Моравски
7. Пиротски
8. Подрински
9. Подунавски
10. Пожаревачки
11. Руднички
12. Тимошки
13. Топлички
14. Ужички и
15. Црноречки [2]

През 1896 г. с нов закон Сърбия е поделена пак на 15 окръга, като Църноречки окръг е премахнат, а е формиран нов Нишки окръг. На 24 януари 1900 г. Подунавския окръг е разделен на Белградски окръг и Смедеревски окръг. С изменение в закона от 10 април 1902 г. е създаден посредством отделяне от Руднички окръг – Чачански окръг.
По този начин от 1902 г. до 1913 г. Кралство Сърбия има 17 окръга.

## Административно-териториално деление на Кралство Сърбия след Балканските войни
След поредното, трето поред разширение в историята на Сърбия, от 24 август 1913 г. южната част на Кралство Сърбия е поделена на 12 окръга с 45 среза:
1. Битолски окръг
2. Брегалнишки окръг
3. Звечански окръг
4. Косовски окръг
5. Кумановски окръг
6. Охридски окръг
7. Призренски окръг
8. Приеполски окръг
9. Рашки окръг
10. Скопски окръг
11. Тетовски окръг и
12. Тиквешки окръг.